# Bandana

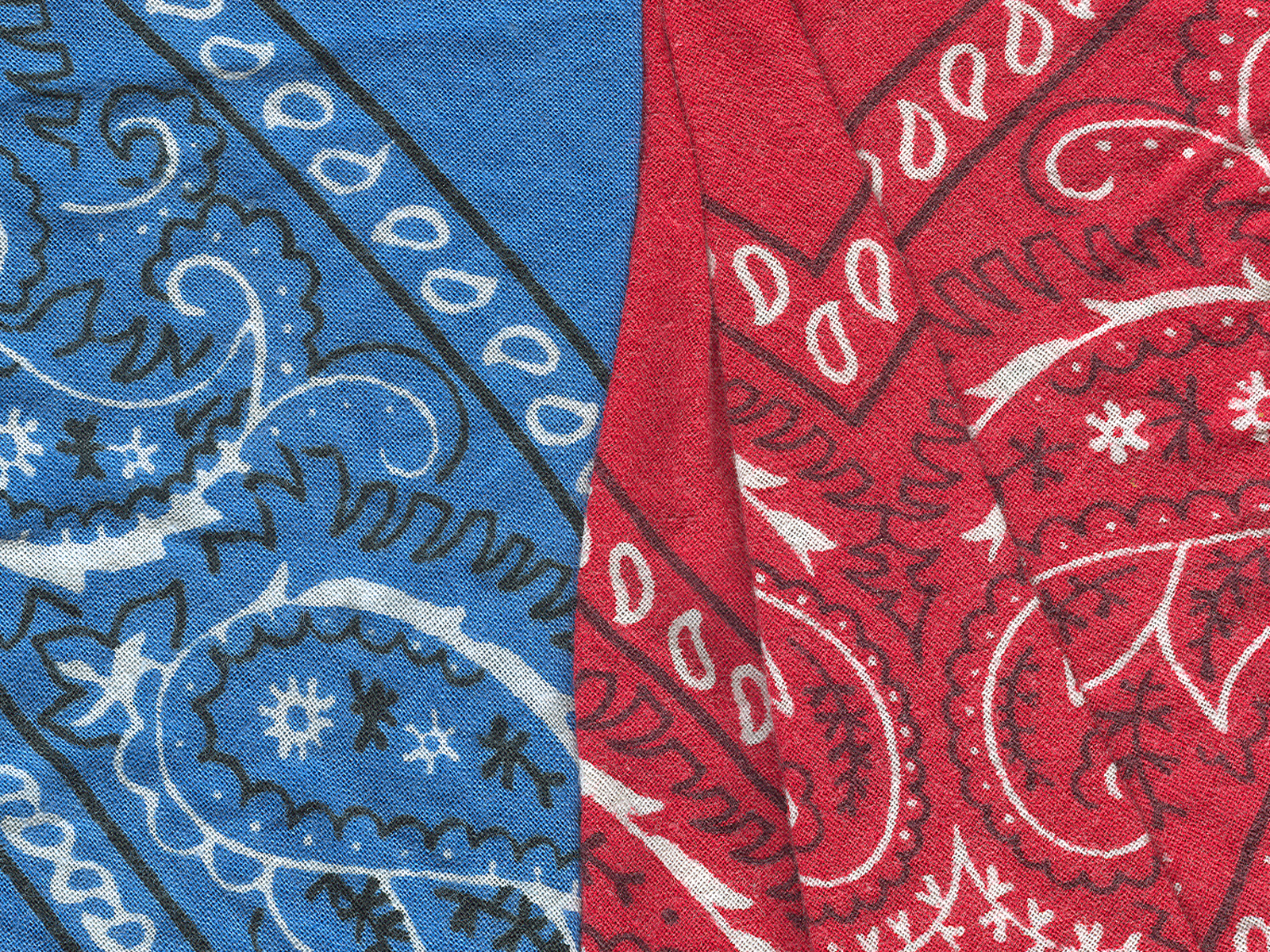
Bandanas bleu et rouge.

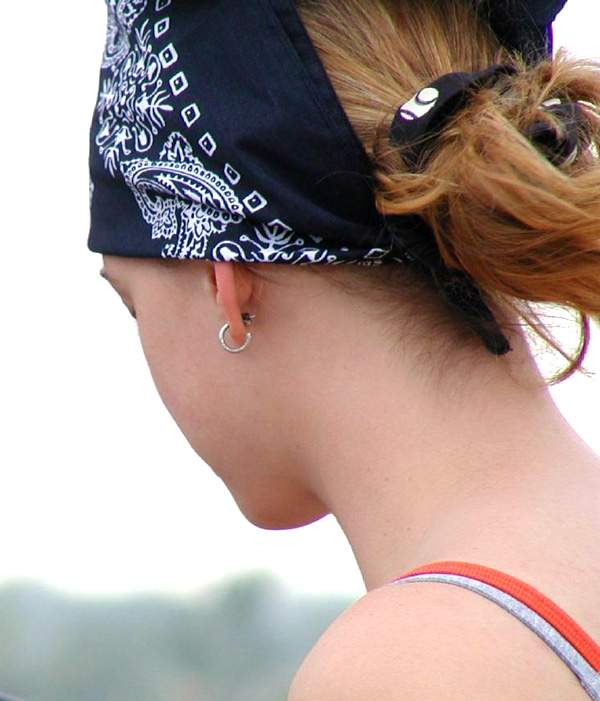
Femme portant un bandana sur la tête.

Le bandana est un foulard de forme carrée avec des motifs imprimés, ou plus rarement triangle ou uni. Le terme bandana vient du hindi et sanskrit बन्धन bandhana (« lien », « attache », « bandeau »). Le bandana est un dérivé du mouchoir de tête ou du moins, son équivalent indien. Il est devenu un classique.

## Étymologie
Le substantif masculin, « bandana » (prononcé [bɑ̃dana] en français standard) est un emprunt, par l'intermédiaire de l'anglais bandana (variante de bandanna), à l'hindi bāndhnu. Ce mot a probablement été absorbé par le portugais lorsque le Portugal régnait sur Goa et Bombay au début du XVIIe siècle, et du portugais il aurait été absorbé par l'anglais au cours du 18e siècle.

## Préambule
Le mouchoir imprimé, comme accessoire de mode féminine indispensable de l'époque, apparaît au XIXe siècle. Ce mouchoir, en grandissant, se rapproche du foulard, pour devenir également masculin en se transformant en mouchoir de cou.

## Description

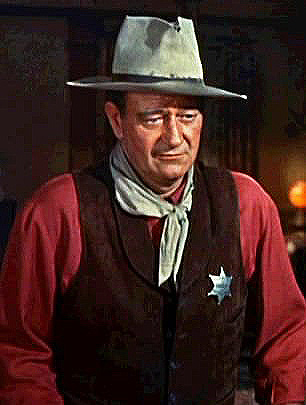
John Wayne dans Rio Bravo.

Le bandana est traditionnellement aux dimensions de 50 à 55 cm de côté. Il est généralement imprimé dans un motif paisley en trois couleurs sur une base de blanc et noir. Le terme signifie généralement un tissu en styles imprimés, que ce soit en soie, en soie et en coton, ou tout en coton.
Il se porte autour du cou, pour tenir les cheveux, noué comme un pirate autour de la tête, mais également noué autour de l'anse d'un sac, au poignet, ou autour de la cheville ainsi que noué à la chaussure… Il peut être détourné pour de nombreux usages vestimentaires. Il est largement considéré comme neutre en termes de genre et peut être porté par les hommes et les femmes.

## Origines
L’origine du bandana tel que nous le connaissons aujourd’hui est diverse et il a connu de nombreuses mutations au cours de son histoire.

### Inde

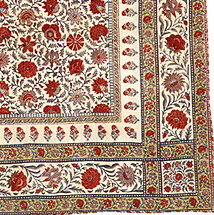
Détail d'un carré de coton en coton de Jaipur. Impression à la planche de bois et peinture à la main, vers 1795.

Le bandana est originaire d'Inde en tant que mouchoir coloré et brillant de soie et de coton avec des taches de couleur blanche sur des motifs colorés principalement rouges et bleus. Ceux en soie étaient faits de fils de qualité supérieure et étaient très populaires.

### Glasgow
Entre 1800 et 1830, c'est en occident la mode du carré de coton, dont on peut faire un châle, un mouchoir pour se moucher, ou encore un mouchoir pour ne pas se moucher. Les carrés de coton reprenaient souvent les motifs dits Paisley que l'on retrouve sur les bandanas.
Les mouchoirs bandana et les tissus bandana pour les vêtements ont été fabriqués avec le nom bandana par Henry Monteith (?1764-1848) à Glasgow dès environ 1802. Les bandanas rouges étaient fabriqués à l'aide de rouge d'Andrinople, dit aussi rouge turc. Les premiers motifs étaient picturaux. Peu à peu, les motifs ont commencé à se rapprocher des motifs communs aujourd'hui. Des motifs abstraits ont commencé à se développer. Monteith a eu tellement de succès dans les années 1820 qu'il a été affirmé que son entreprise pouvait produire plus de 200 mouchoirs en 10 minutes. Les bandanas imprimés à utiliser comme vêtement ont d'abord été produits à Glasgow à partir de fils de coton, et sont maintenant fabriqués dans de nombreuses qualités.

### Andalousie
Le port du bandana sur la tête était un usage traditionnel des paysans sévillans aux XVIIIe et XIXe siècles.

### Cow-boys, vaqueros et gauchos

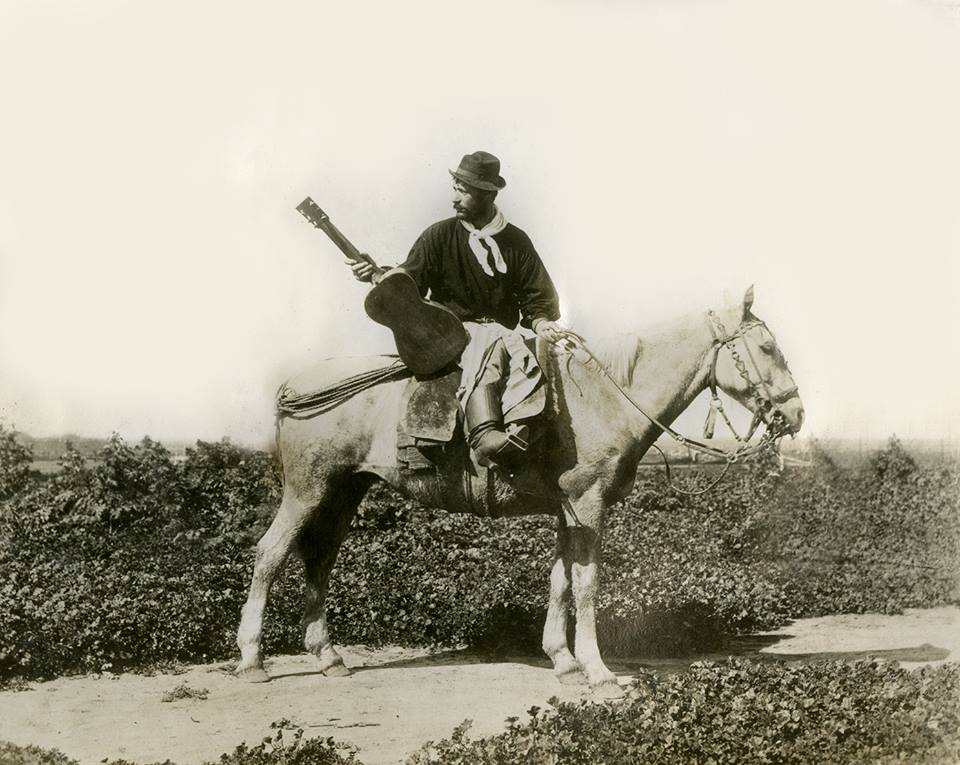
Le « payador » argentin Juan Arroyo avec sa guitare et son cheval par le photographe Alexander Witcomb en 1870.

Cette « mode » des paysans sévillans fut amenée sur le continent américain par les colons espagnols. Il est notamment porté par les gauchos de la pampa argentine (sous le nom de « lenço ») et du sud du Brésil. Il est également porté par les vaqueros mexicains et les révolutionnaires mexicains.
Martha Washington est créditée d'avoir créé le premier bandana américain en 1775. Il s’agissait d’un souvenir patriotique destiné à stimuler le moral pendant la révolution américaine. Elle était en route pour rendre visite à son mari quand elle s'est arrêtée à Philadelphie. Elle voulait apporter un cadeau à George Washington et, sur recommandation de Benjamin Franklin, elle a demandé à John Hewston, un graveur, d'imprimer un dessin de George aux côtés de drapeaux militaires et de canons.
Le bandana, qui est de nos jours généralement utilisé dans le but de se couvrir la tête, était autrefois utilisé par les cow-boys pour se protéger de la poussière quand ils accompagnaient les troupeaux. Les westerns et notamment l'acteur John Wayne ont popularisé ce petit morceau de tissu. Les gangsters l'utilisaient également pour dissimuler leurs traits lors des braquages.

### Classes ouvrières

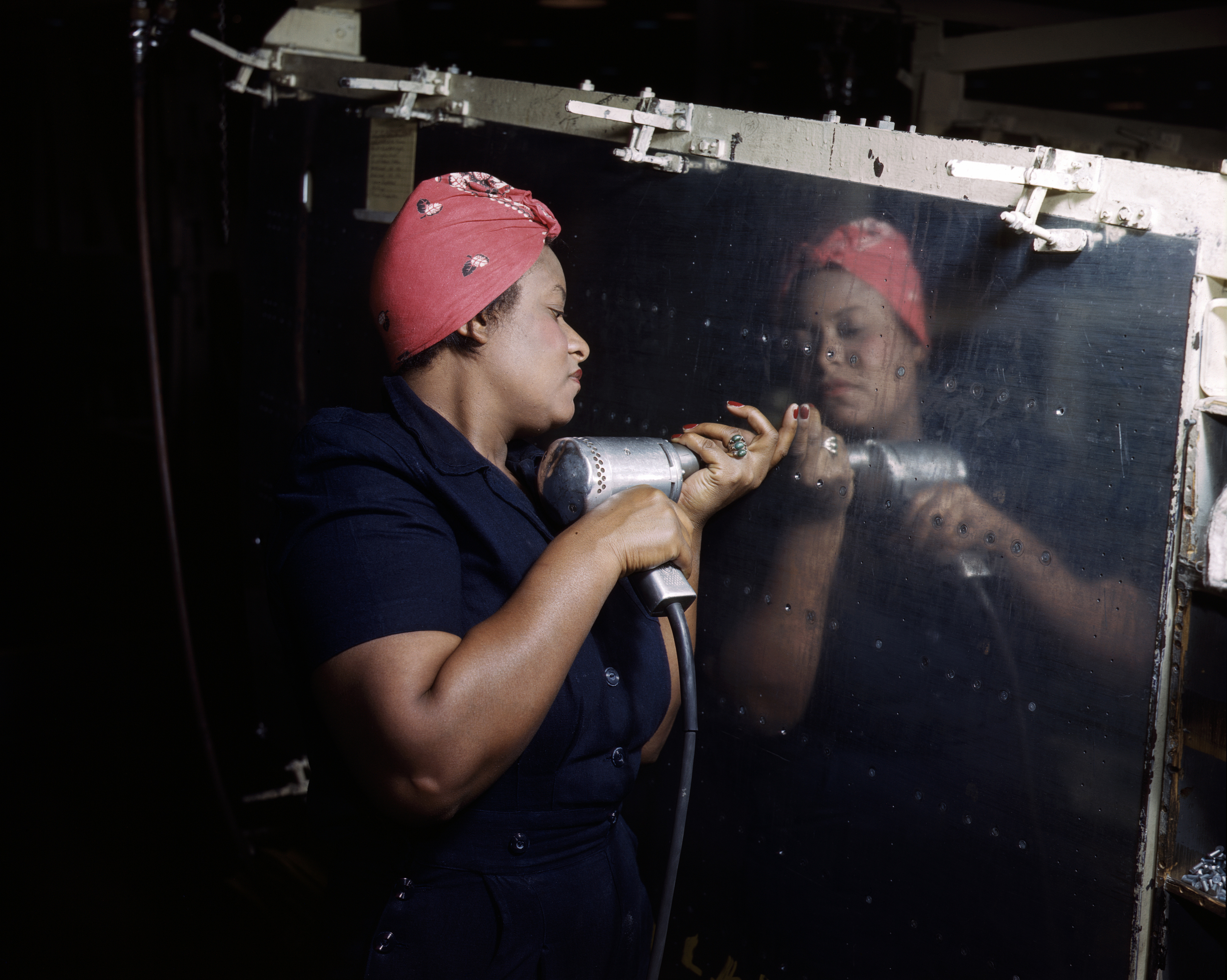
Une femme travaillant à la construction d'un bombardier A-31 Vengeance à Nashville, Tennessee, en 1943.

C’est la cravate des classes ouvrières, forgerons, fermiers, marins, cow-boys, mineurs, ingénieurs de chemin de fer. Il sert à éponger le front et à protéger les voies respiratoires contre la poussière.
Dans les années 1930, les bandanas rouges étaient utilisés comme foulards par les mineurs américains. Ils l'utilisaient pour couvrir leur bouche et leur nez pour éviter la saleté et la poussière. Durant cette période, en raison de l'utilisation répandue de bandanas rouges, il serait en partie à l’origine de l'expression redneck.
Pendant la Seconde Guerre mondiale, il fait partie du vestiaire de Rosie the Riveter, les employées civiles de l’armée américaine.

## Depuis les années 1970

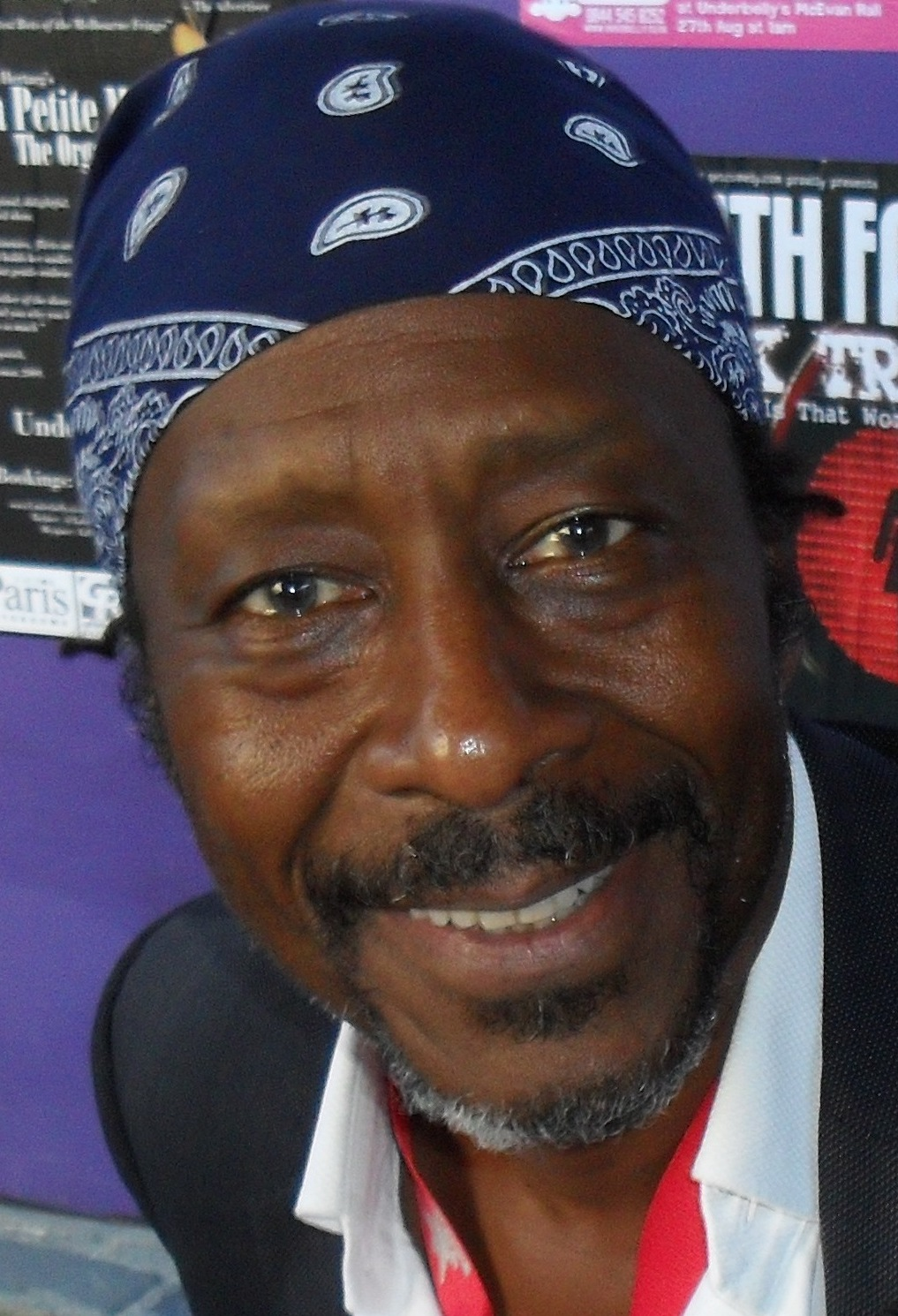
Clarke Peters portant un bandana sur la tête au Festival d'Édimbourg en 2010.

### Hippies
Dans les années 1970, il est arboré par les hippies.

### Communauté homosexuelle
Le bandana est également un signe d'appartenance codifié de la communauté homosexuelle depuis les années 1970 à San Francisco lorsqu'il était visible dans la poche arrière. Chaque position désigne un certain type de personne ; le bandana de couleur renseigne sur les pratiques et préférences sexuelles. Un bandana bleu clair, signifie par exemple une personne adepte de sexualité orale. Ce code est connu sous plusieurs noms dont code foulard, code mouchoir ou code bandana.

### Rock
Il fait parfois également partie de l'imagerie rock lorsqu'il est noué au poignet comme un poignet de force afin de garder ce dernier au chaud en jouant de la guitare. Les bandanas sont aussi des accessoires vestimentaires propres au style rock, comme dans le cas des Guns N' Roses et plus particulièrement Axl Rose, chanteur du groupe, qui le porte dans la vie quotidienne et lors des concerts. Le guitariste Keith Richards en porte aussi.

### Gangs
Il peut être le signe d'appartenance à un gang. Les couleurs peuvent être portées comme moyen de communication ou d'identification chez les gangs criminels en Californie comme les Bloods et les Crips. Dans les sous-cultures de gangs, le bandana pouvait être porté dans une poche ou autour de la tête. À la fin des années 1960 et au début des années 1970, les Bloods et les Crips portaient respectivement des bandanas avec des motifs Paisley rouges et bleus.

### Bikers
Les bikers les ont également adoptés pour se protéger contre les intempéries comme le vent, le froid et le soleil.

### Rap et hip-hop
Son usage comme signe d'appartenance à un gang explique son importance dans l'image du gangsta rap et du thugcore.
Le bandana fait aussi partie de la panoplie des danseurs de hip-hop.

### Sport

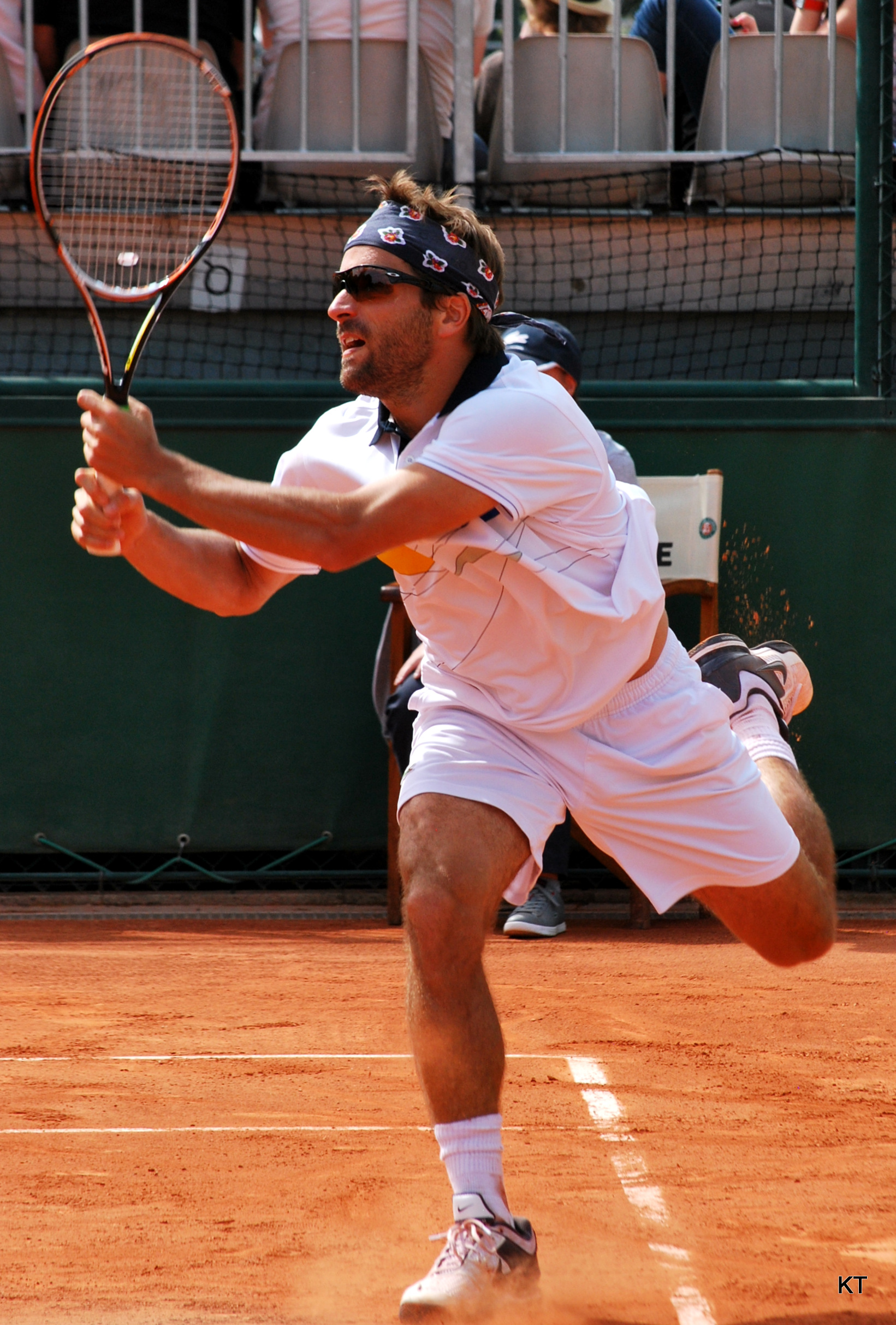
Arnaud Clément portant un bandana.

Le bandana est également porté en montagne en toute saison, ceci afin de se protéger du soleil, du vent et de la pluie. Cette pratique s'est répandue car le cycliste Marco Pantani arborait fièrement un bandana lors de ses nombreux exploits sur les hauts cols de montagne (ce qui lui a valu le surnom de « pirate »). Au tennis comme en cyclisme, des sportifs le portent sur la tête afin d’éviter d'être gênés par la transpiration ou de se protéger du soleil. Celui du joueur de tennis Arnaud Clément est devenu célèbre.
Le bandana, en fonction de la manière dont il est porté, a diverses connotations.

### Mode

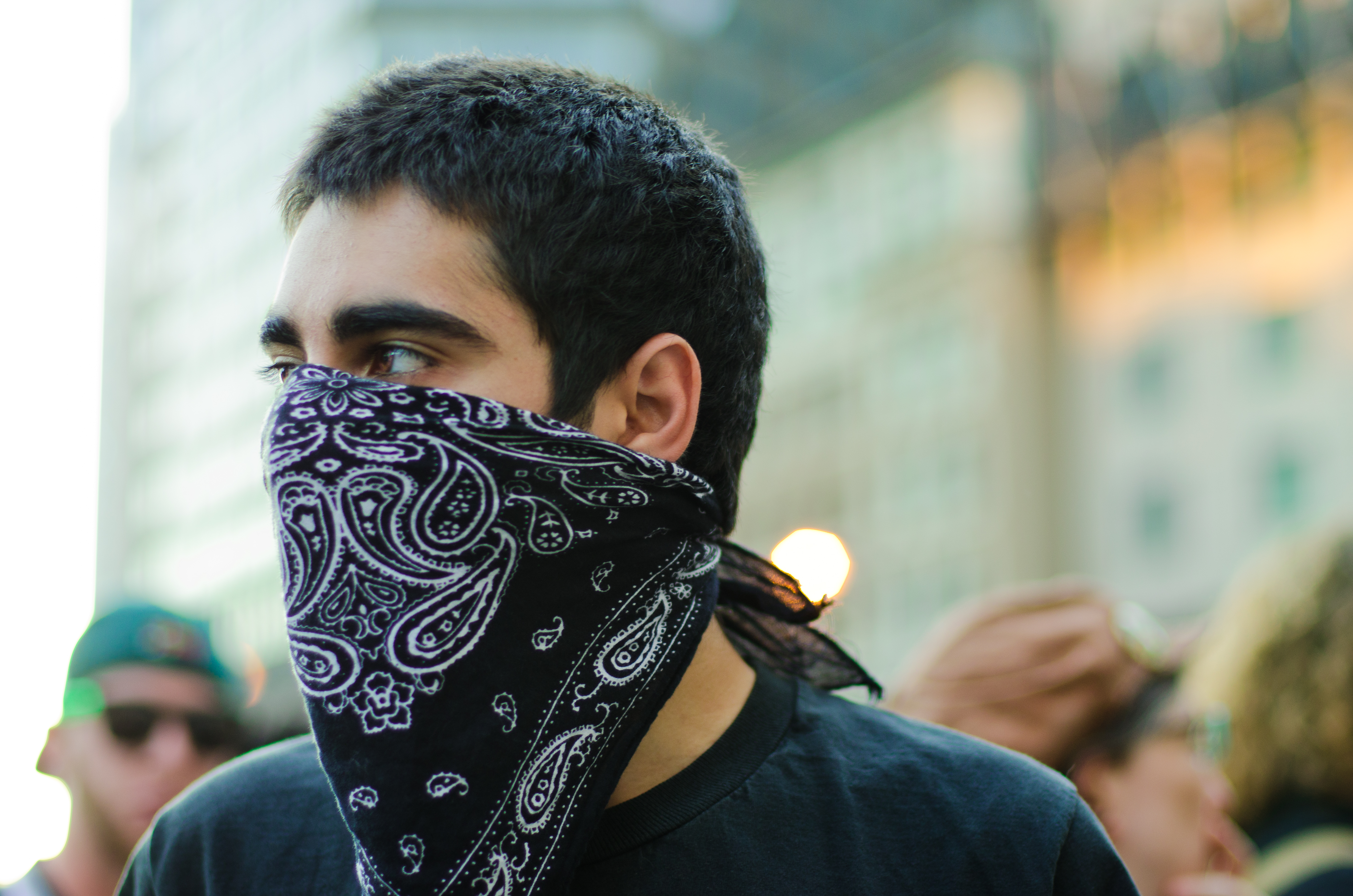
Homme portant un bandana devant sur le visage durant le mouvement Occupy Boston en 2011.

Cet accessoire peut aussi être utilisé pour un look pirate comme avec l'acteur Johnny Depp.
De grandes enseignes les vendent sous forme de bandeau en tant qu'accessoire. Ce grand carré de tissus pré roulé est, en effet, plus facile à porter, on n'est pas obligé de le rouler soi-même et celui-ci est plus actuel. Il est aussi décliné avec une tige de métal pour éviter que celui-ci se déforme.
Depuis le milieu des années 2000, les hipsters font revivre cette pièce iconique.
Le bandana est un accessoire qui revient régulièrement à la mode. Des marques comme Levi's. La maison française Hermès propose des bandanas en soie aux dimensions de 55 cm de côté, en plus de son emblématique carré aux dimensions de 90 cm de côté.

## Le bandana en France
En France le mot bandana apparaît dans les années 1980. Il est notamment porté par le chanteur Renaud sur la pochette de l'album Marche à l'ombre. 
Le terme réapparaît en France dans le débat sur la laïcité au début des années 2000. D’après le linguiste Alain Rey, « lorsque le mot est revenu à la mode, en 2001, il avait perdu sa connotation américaine au profit d'une allure moyen-orientale. Il est maintenant utilisé pour désigner tout foulard noué sur le haut de la tête. Mais comme c'est un petit morceau de tissu, il ne peut constituer qu'une version Bikini du voile. ».